# Federazione di rugby a 15 della Serbia
Ragbi savez Srbije (in serbo Рагби савез Србије?, Unione rugbistica di Serbia) è l'organismo di governo del rugby a 15 in Serbia.
Fondato nel 1954 a Belgrado come Ragbi savez Jugoslavije, federazione rugbistica jugoslava, dopo la dissoluzione del Paese ha continuato ad amministrare la disciplina nella repubblica federale di Serbia e Montenegro e, dal 2006, nella sola Serbia.
Sotto la sua giurisdizione operano la nazionale maschile e femminile maggiori a XV e quelle analoghe di VII; organizza anche il campionato nazionale serbo (oltre che avere organizzato, dal 1957 al 1991, anche quello jugoslavo nonché le attività della relativa nazionale).
La federazione ha sede a Belgrado e il suo presidente è Igor Stojadinović, eletto il 22 ottobre 2018 e in carica per un quadriennio.